# Drosimomyia oldroydi
Drosimomyia oldroydi är en tvåvingeart som beskrevs av James 1949. Drosimomyia oldroydi ingår i släktet Drosimomyia och familjen vapenflugor. Inga underarter finns listade i Catalogue of Life.